# Kaigutsi
Kaigutsi (Duits: Kaukutse) is een plaats in de Estlandse gemeente Hiiumaa, provincie Hiiumaa. De plaats heeft de status van dorp (Estisch: küla).
Kaigutsi lag tot in oktober 2017 in de gemeente Käina. In die maand ging de gemeente op in de fusiegemeente Hiiumaa. Kaigutsi ligt 6,5 km ten westen van de vlek Käina, de vroegere hoofdplaats van de gemeente.

## Bevolking
De ontwikkeling van het aantal inwoners blijkt uit het volgende staatje:
| Jaar            | 2000 | 2011 | 2017 | 2019 | 2021 |
| --------------- | ---- | ---- | ---- | ---- | ---- |
| Aantal inwoners | 50   | 41   | 50   | 50   | 38   |

## Geschiedenis
Kaigutsi werd in 1591 voor het eerst genoemd onder de naam Kaickotz. In 1782 heette het dorp Kaiguts, in 1798 Kaigust en in 1921 Kaikaotsa. Voordat Estland onafhankelijk werd, lag het op het landgoed van de kerk in Keinis (Käina).